# البيت الفيكتوري

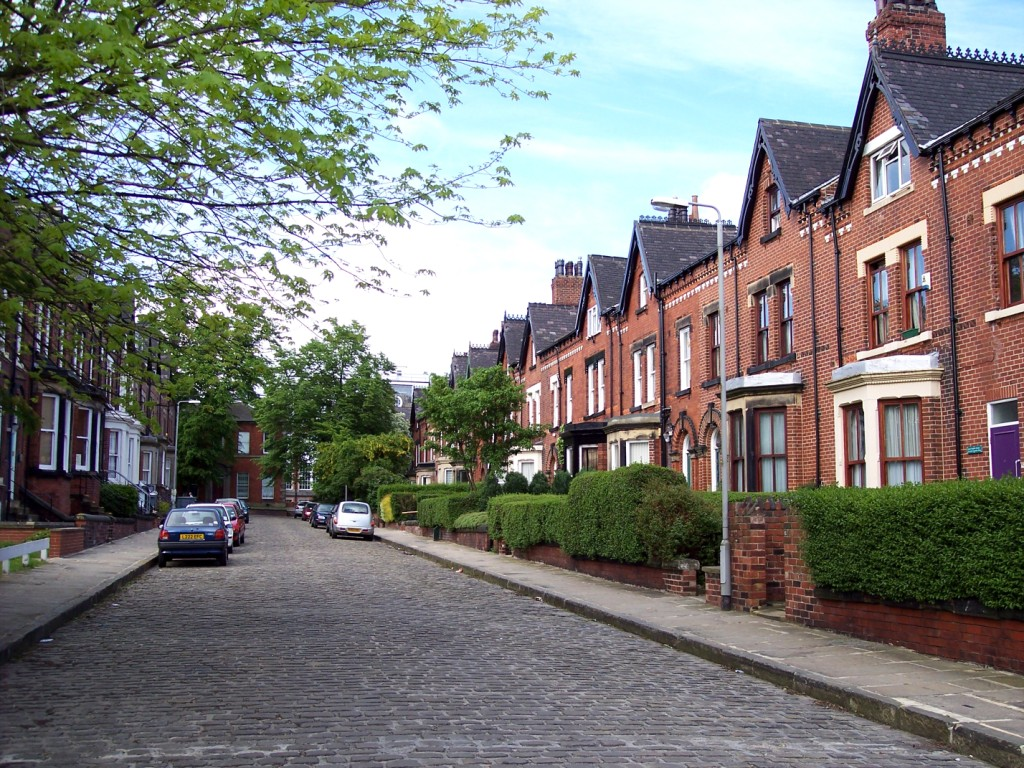
منازل فيكتورية تقليدية متجاورة في انجلترا، مبنية من الطوب بسقوف أردوازية وتفاصيل حجرية وديكور بسيط.

عٌرف البيت الفيكتوري بشكل عام في بريطانيا العظمى والمستعمرات البريطانية السابقة بأنه أي بيت بُني أثناء عهد الملكة فيكتوريا. خلال الثورة الصناعية أدى تتالي ازدهار الإسكان إلى بناء ملايين من المنازل الفيكتورية والتي تعتبر الآن سمة مميزة لمعظم المدن والبلدان البريطانية.  
تتبع المنازل الفيكتورية في المملكة المتحدة نطاقاً واسعاً من الأنماط المعمارية. بدءاً من الكلاسيكية القديمة الموروثة من الهندسة المعمارية ريجنسي، وأصبح للطراز الإيطالي تأثيرًا بين عامي 1820 و 1850ميلادياً، وأصبحت نهضة الطراز القوطي سائدةً بحلول عام 1880للميلاد. وفي وقت لاحق من العصر الفيكتوري ازداد تأثير طراز الملكة آن وحركة الفنون والحرف اليدوية، مما أدى إلى الانتقال  إلى الأنماط التقليدية في المنازل الإدواردية. توجد المنازل الفيكتورية أيضًا في العديد من المستعمرات البريطانية السابقة حيث يمكن ملائمة الطراز الفيكتوري مع مواد البناء أو العادات المحلية، على سبيل المثال في سيدني; استراليا وفي ملقا; ماليزيا.
تشمل أنماط المنازل الفيكتورية في الولايات المتحدة: الإمبراطورية الثانية، الملكة آن، ستيك (وستيك إيست ليك)، لوح خشبي، ريتشاردسونان الروماني، وأنماط أخرى.  

## بريطانيا العظمى
طغى النمط الريجنسي الكلاسيكي على المنازل في وقت مبكر من العصر الفيكتوري حتى عام1840ميلادي. وعلى أية حال، لم يعد بساطة ريجنسي الكلاسيكي يلقى استحساناً بسبب الترف المتزايد وبحلول عام 1850 ميلادي أثر النمط الإيطالي على الهندسة المعمارية المحلية التي تضم الآن كميات مختلفة من الجبس. منذ العام 1850ميلادي، أصبحت المباني المحلية أيضاً متأثرة بشكل متزايد بالنهضة القوطية، التي تتضمن المواصفات، مثل: الشرفات الحادة والبارزة، والنوافذ المطلة، والطابوق الصخري الرمادي.

## ميزات نموذجية
بالإضافة إلى التأثيرات المعمارية العامة، فإن هذا التغير التدريجي في النمط هو نتيجة عدة عوامل أخرى. في عام 1850ميلادي، ترتب على إلغاء الضرائب عن الزجاج والطوب إلى جعل هذه العناصر ليس ففقط أرخص بل أصبحت مادةً مناسبة، وأتاح وجود السكك الحديدية تصنيعها في أماكن أخرى بتكلفة منخفضة وبأحجام وطرق قياسية، وجلبها إلى الموقع. وكان هناك أيضًا تغيير تدريجي لأنظمة المباني المختلفة منذ عام 1850 ميلادي. وهناك عدد من السمات السائدة في الإسكان الفيكتوري:
- الصرف الصحي:  تم طرح الأنظمة بشكل تدريجي منذ العام 1850 ميلادي لرفع أهمية ميزات الصرف الصحي، مشتملاً على الصرف الصحيح، ومرافق النفايات(«حفرة الرماد» أو «سلة الغبار»)، ومرافق المراحيض إما بشكل مرحاض خاص خارجي أو داخل مقصورة مياه.
- المياه الساخنة والباردة:  كانت بعض المنازل في بداية العصر الفيكتوري تحتوي على مياه الصنبور وسخانة للمياه الحارة. وبحلول نهاية القرن أصبحت المياه الجارية الساخنة والباردة سمة سائدة.
- كانت الإضاءة التي تعمل بالغاز متوفرة  في العديد من المدن منذ بداية العصر الفيكتوري، وبحلول نهايته أصبح الغاز لدى العديد من المنازل.
- ويحتوي على قبو به دهليز لتخزين الفحم من أجل اشعال النار وتسخين المياه.
- في العام 1850 ميلادي أصبحت النوافذ متدلية ولكن مع ألواح كبيرة من الزجاج بالقياس إلى النوافذ المحددة بمقاس 6 + 6 من الألواح الزجاجية الصغيرة والتي تظهر في العمارة الجورجية والريجنسية.
- وبشكل عام تم بناء المنازل الفيكتورية كشرفات أو كمنازل منفصلة.
- كانت مواد البناء من القرميد أو الحجر المحلي وقد تم صنع القرميد في المصانع البعيدة وبأحجام قياسية، بدلاً عن ما كان يُعمل سابقاً من حفر الطين محلياً وصناعة القرميد في الموقع.
- أغلب المنازل كانت تسقف بلوح إدواردز، محفور في ويلز ومحمول بواسطة السكك الحديدية. ويتواجد بلاط الطين في بعض المنازل محليًا.
- غالبًا ما تتضمن المنازل الفيكتورية نباتات وحديقة صغيرة  لمنحها طابع الطبيعة الذي كان ذا قيمة في ضواحي المنزل النموذجي.

## منازل لجميع الفئات
أدى النمو السكاني والثورة الصناعية في العصر الفيكتوري التي شهدت هجرة العمال من الريف إلى المدن إلى ازدهار إسكاني مستمر بين عامي 1850 و 1870 للميلاد فقد شوهد إنشاء ملايين من المنازل. وهذا لا يقتصر فقط على الأغنياء و«الطبقات المتوسطة» الجديدة ولكن على الفقراء أيضاً.
في المناطق المعدمة كانت المنازل الفيكتورية غالبًا صغيرة جدًا. على سبيل المثال: منازل متجاورة مبنية في مناطق ضيقة للغاية وقد أصبحت بعض هذه المناطق أحياء فقيرة أو «مستوطنات»، وتمت إزالتها لاحقًا بينما لا تزال بعض المنازل الأصغر ذات الطابقين موجودة. وعلى سبيل المثال:  في سالفورد، مانشستر الكبرى.
تميل المنازل الفيكتورية للطبقات المتوسطة والعليا إلى توفير سكن للخدم، وغالبًا ما يتم توظيفهم لتنفيذ العمل الهائل المطلوب للعناية بالمنزل بما في ذلك نظافة وتجهيز المدافئ..
تطمح المنازل الفيكتورية للطبقتين الوسطى والعليا إلى اتباع أنقى أشكال العمارة الهندسية المعاصرة. وعلى سبيل المثال: أنماط النهضة القوطية أو الملكة آن.

## شمال أمريكا
منازل العصر الفيكتوري في مدن أمريكا الشرقية تتكون من ثلاثة طوابق بينما تلك المنازل في مدن أمريكا الغربية تتكون منازل من طابقين أو أكواخ من طابق واحد. وهذا لا يمثل نموذج منزل العصر الفيكتوري في جميع المناطق.

على الرغم من أن عامة الناس في كثير من الأحيان تشير بشكل غير صحيح إلى المنزل من العصر الفيكتوري على أنه منزل على الطراز الفيكتوري، حيث أن العصر الفيكتوري يشير إلى فترة زمنية وليس إلى أسلوب. على الرغم من أن المؤرخون المعماريون يتفقون بشكل عام على أنه كان هناك حوالي ثمانية أنماط معمارية أساسية بارزة في الولايات المتحدة وكندا خلال العصر الفيكتوري، وكانت الهندسة المعمارية السكنية في العصر الفيكتوري في الولايات المتحدة وكندا عبارة عن موكب من الأساليب المستعارة من البلدان والأساليب التاريخية.

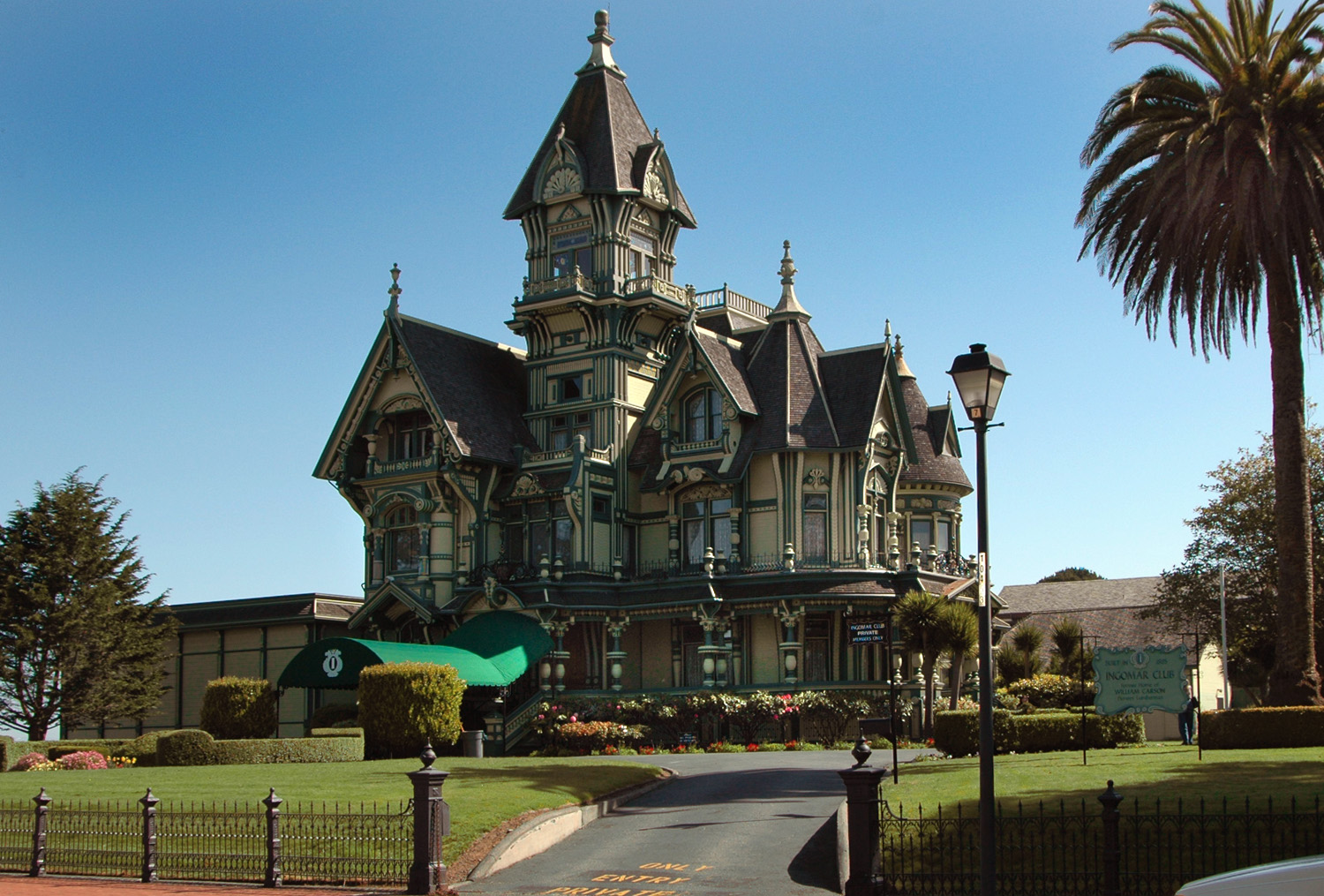
"التنفيذ الرفيع" الأسلوب الأمريكي للملكة آن: قصر كارسون الواقع في يوريكا، كاليفورنيا
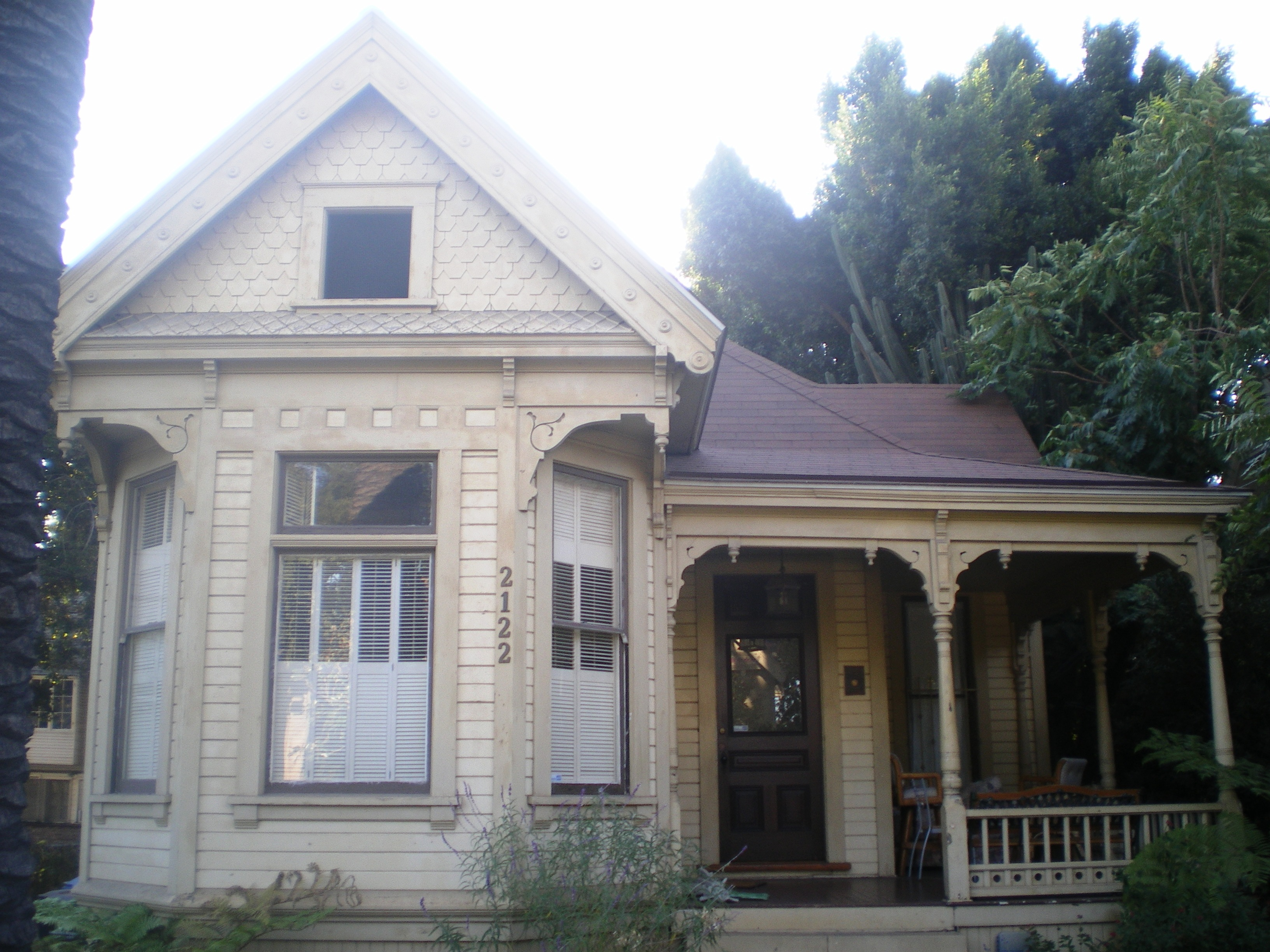
سكن جون بي كين، جنوب لوس أنجلوس (إيستليك).
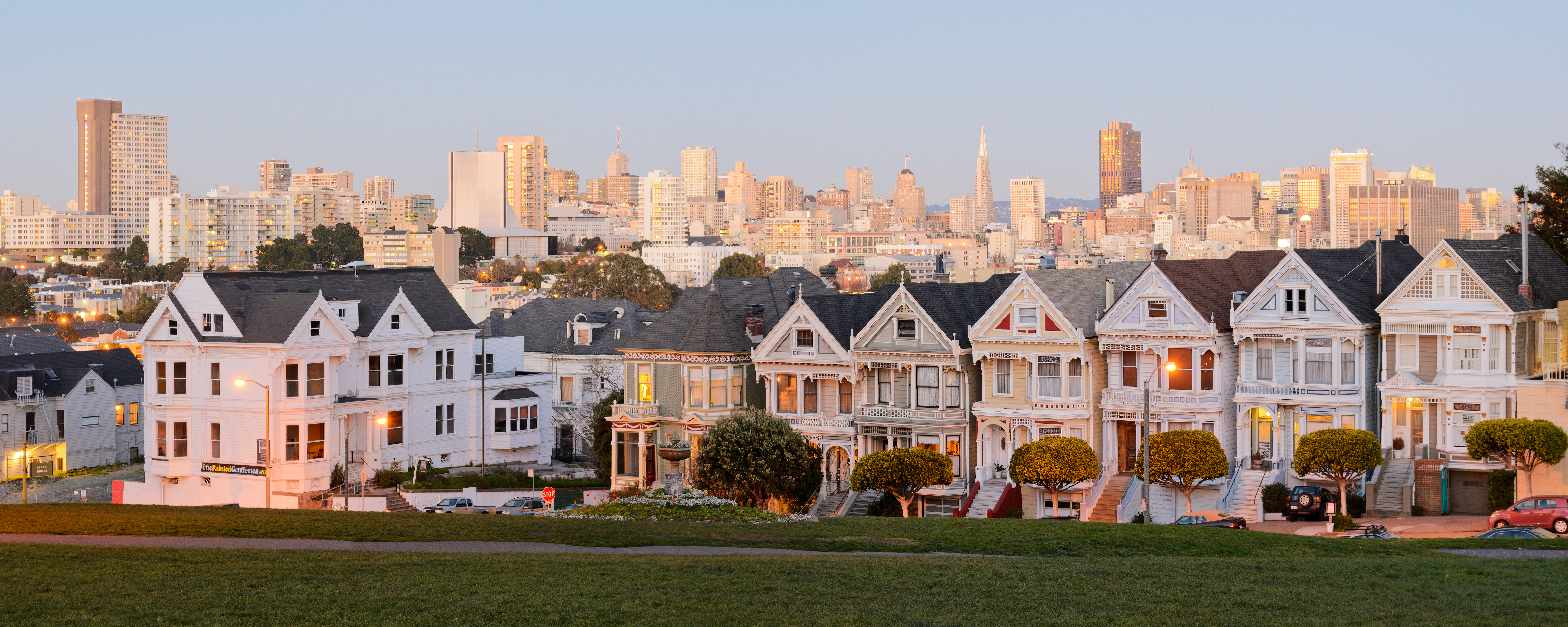
ساحة ألامو، سان فرانسيسكو
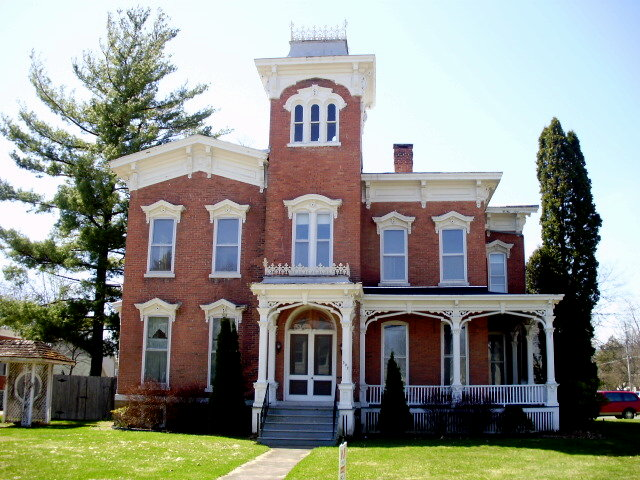
قصر فارنام، أونيدا، نيويورك(إيطالي.)
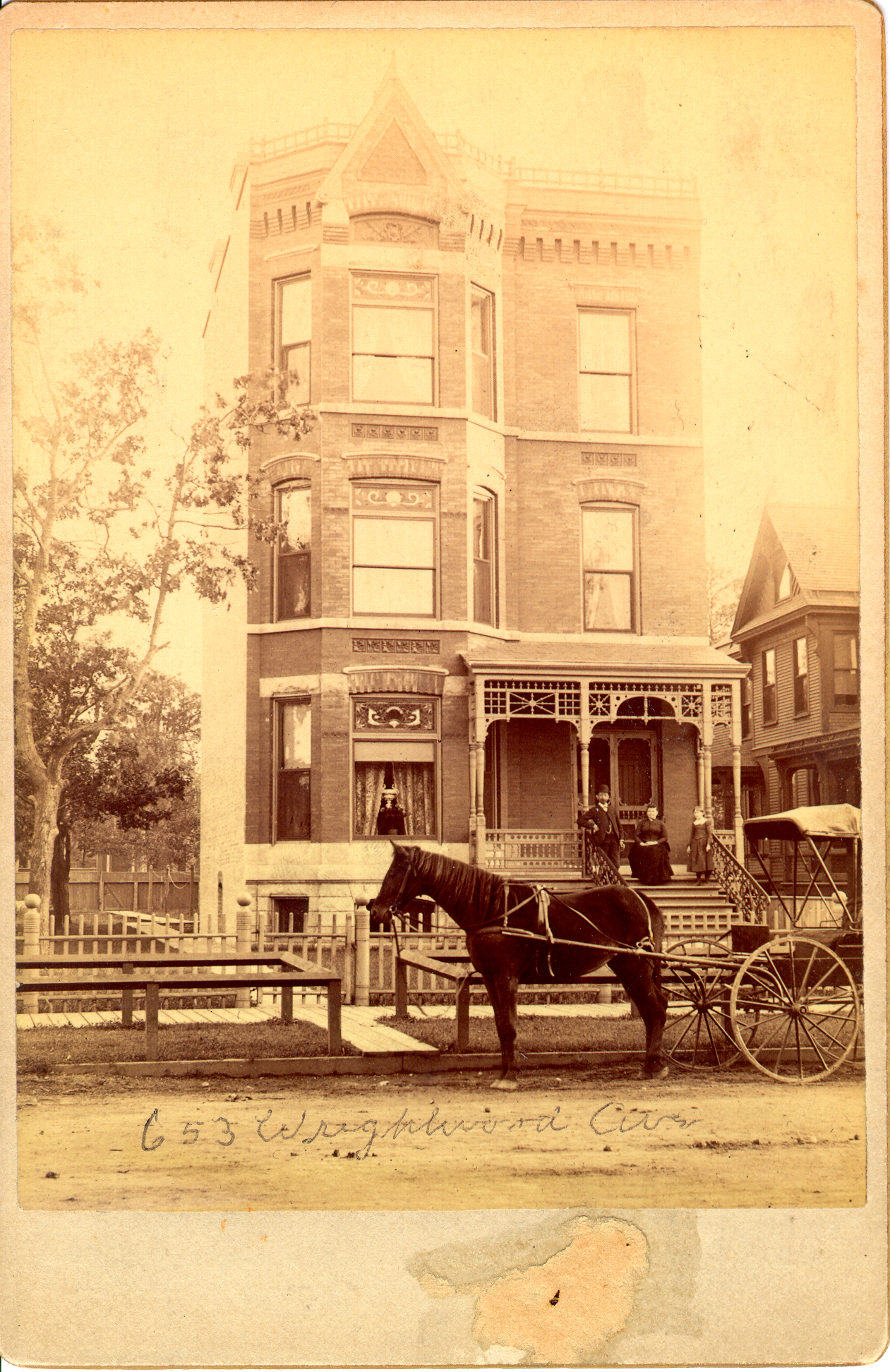
هذه صورة من عام 1880ميلادي، في متنزه لينكولن، شيكاغو، إلينور.

## أستراليا
تم تصنيف الفترة الفيكتورية في أستراليا بشكل عام على أنها الأعوام من 1840 إلى 1890. وكان هناك خمسة عشر نمطًا سائداً، تم استخدام الثمانية التالية للمنازل.
- جورجي الفيكتوري
- ريجنسي الفيكتوري
- مزركش
- إيطالي
- تيودور
- القوطية الحرة
- القوطية الريفية
- كلاسيكي حر

(تم اعتماد نمط الفنون والحرف وأسلوب الملكة آن في فترة الاتحاد، من عام 1890 إلى عام 1915).

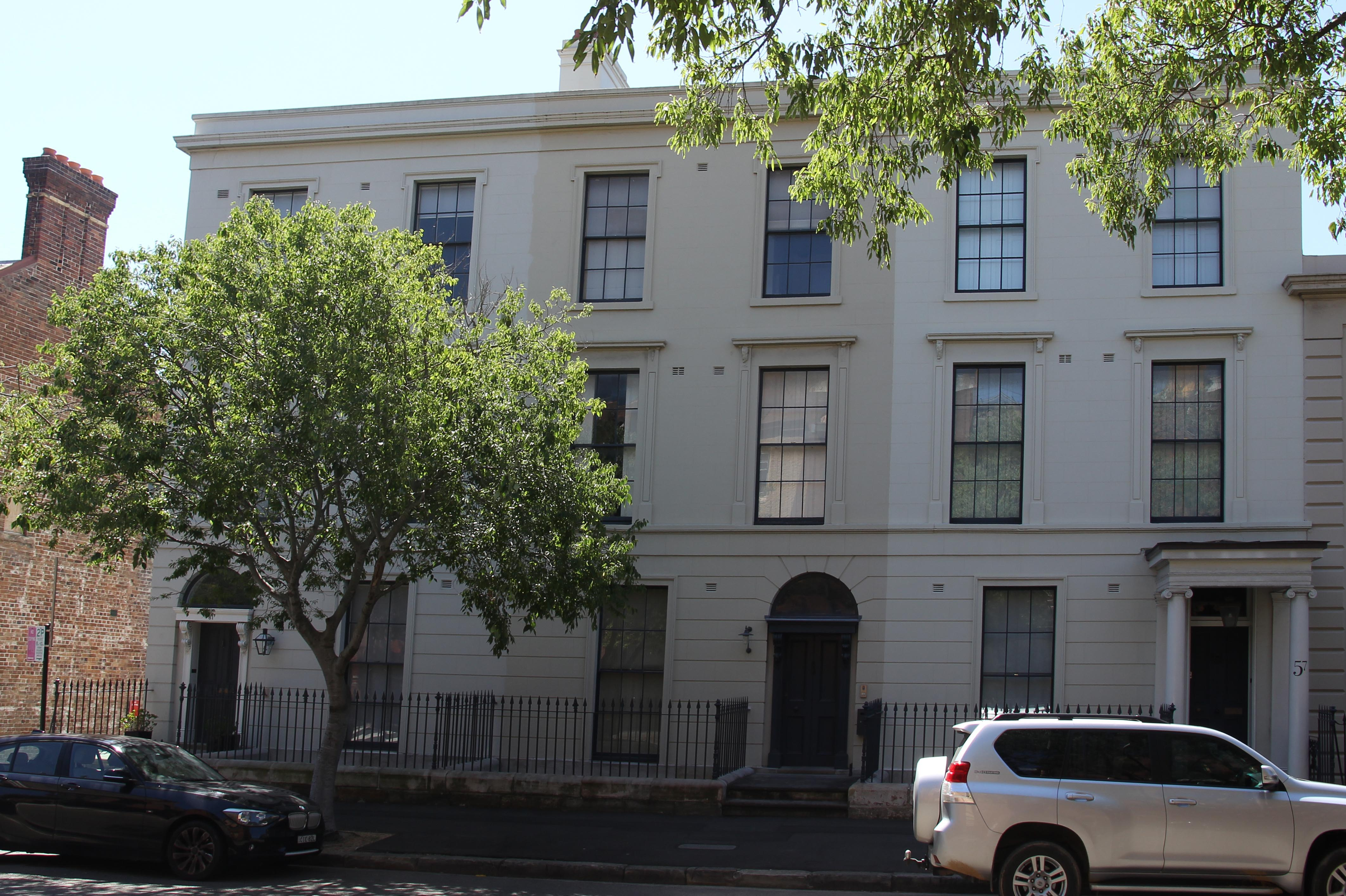
شرفات ريجنسي في ميلرز بوينت، سيدن
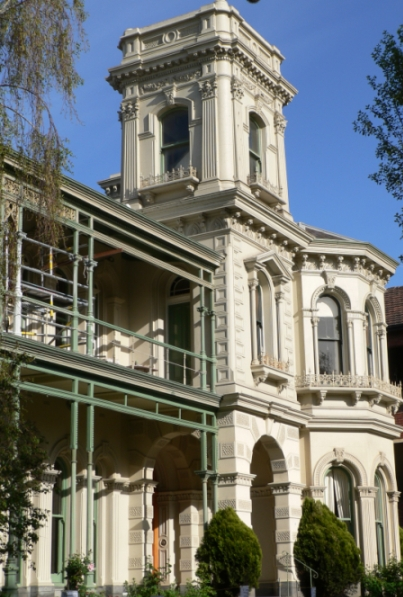
منزل إيطالي في شارع كيلدا، فيكتوريا
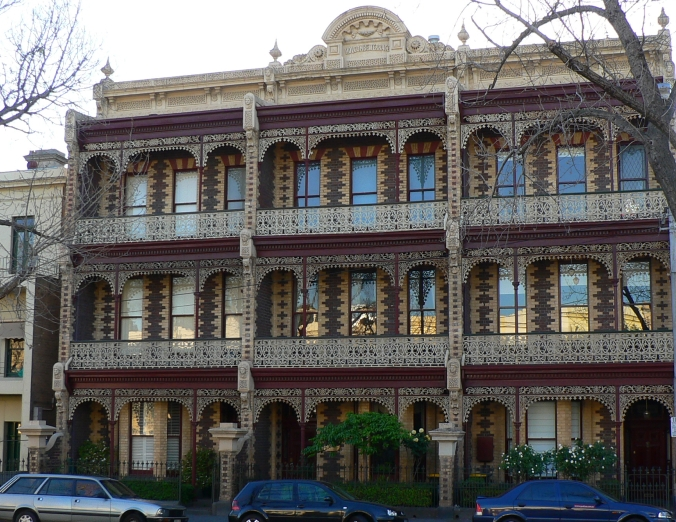
شرفات تخريمية في كارلتون، فيكتوريا
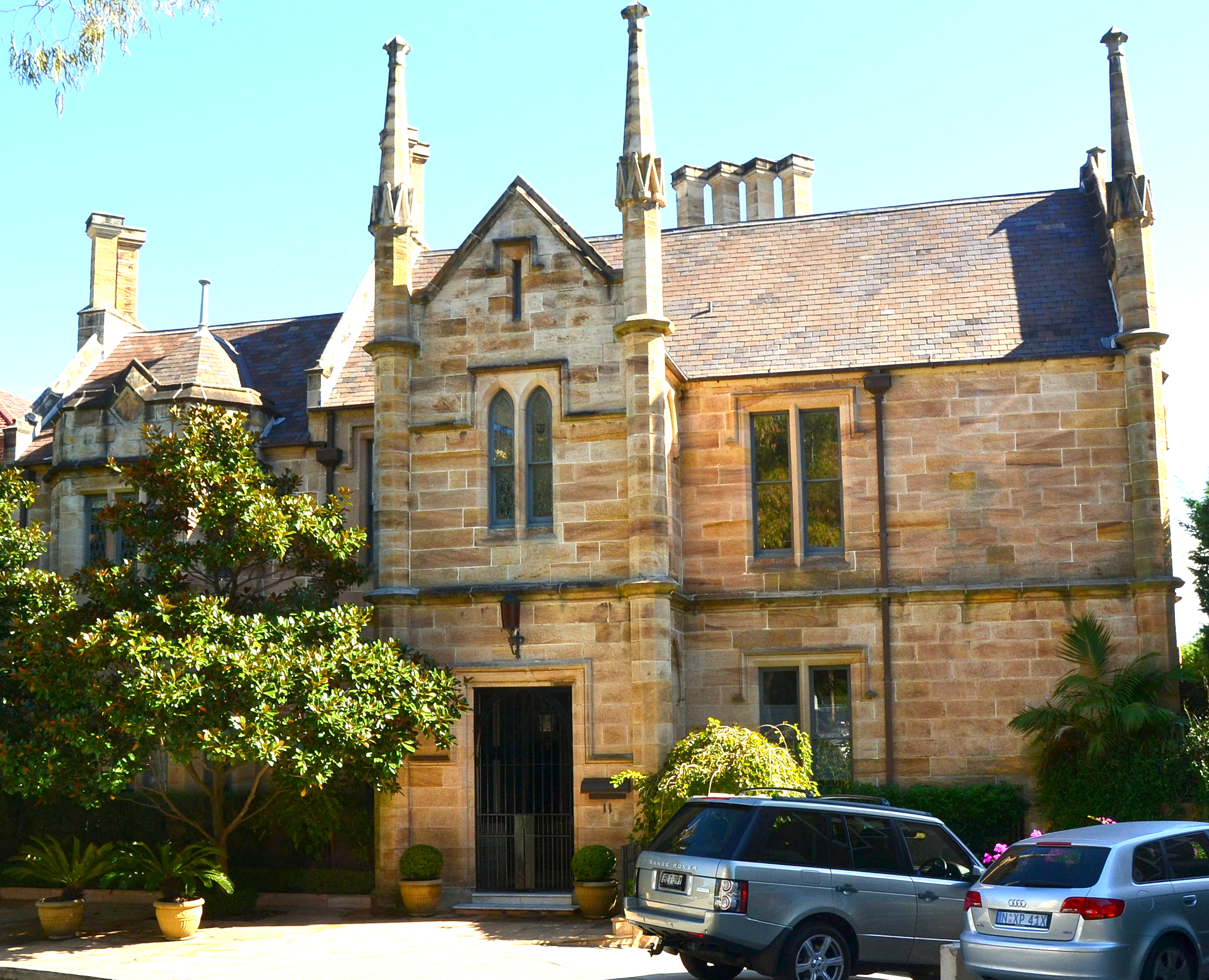
سكن قوطي حر في دبل باي، نيو ساوث ويلز
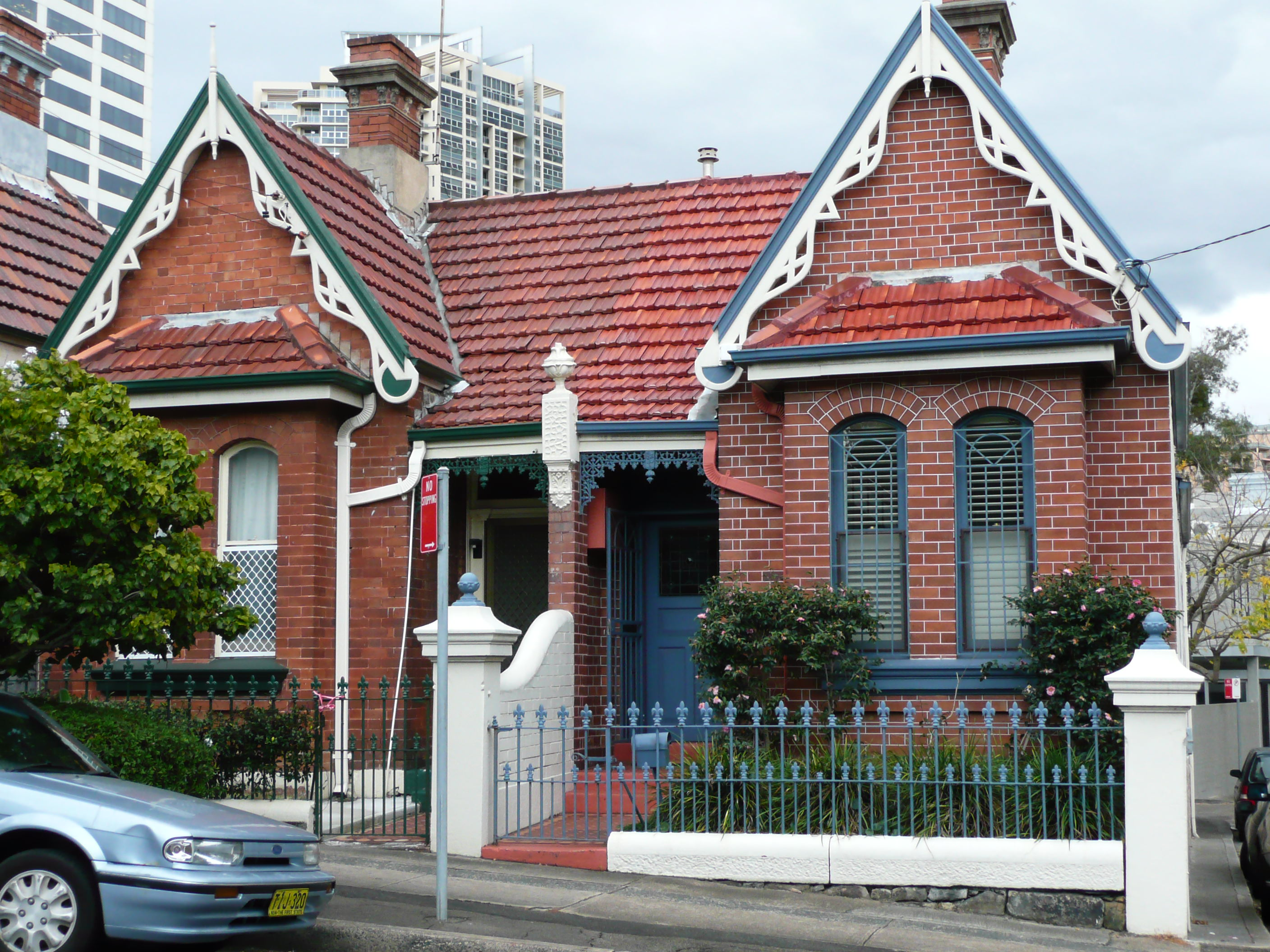
منازل ريفية قوطية شبه منفصلة في سيدني
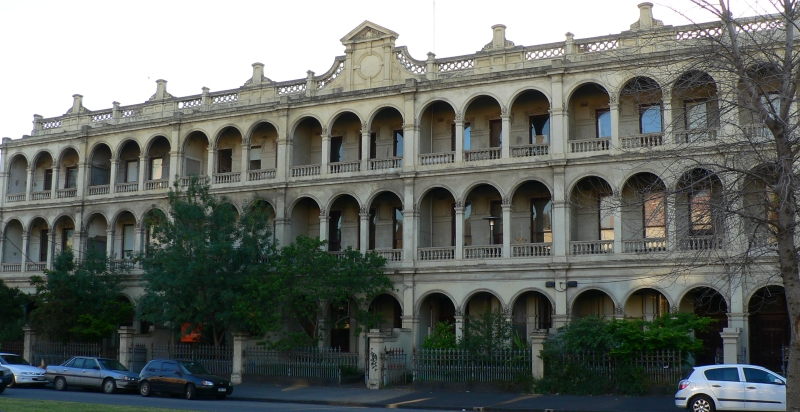
شرفة دروموند، ملبورن بأسلوب كلاسيكي حر